# Simo Heikkilä
Simo Heikkilä (Helsinki, 2 mei 1943) is een Fins ontwerper en interieurarchitect. 

## Loopbaan
Hij begon zijn loopbaan met het ontwerpen van tentoonstellingen en winkels voor Marimekko en legde zich vervolgens toe op meubelontwerp. In 1971 startte hij zijn eigen ontwerpstudio. Van 2000 tot 2007 was hij directeur van de Universiteit voor kunst en grafische vormgeving, onderdeel van de Aalto-universiteit in Helsinki, waaraan hij nog tot 2011 bleef lesgeven.
Simo Heikkilä's ontwerpen worden gekenmerkt door lichtgewicht structuren en een zorgvuldig gebruik van licht. Bij meubels en kleine items gebruikt hij bij voorkeur pure materialen. Hij heeft verscheidene ontwerpprijzen ontvangen, waaronder de Scandinavische Bruno Mathsson-prijs in 1999, de Pro-Finlandiamedaille in 2003, de Asko-Avoniu-psijs in 2006 en de Kaj Franck Design Prize in 2011. 
Heikkilä trad op als initiator van verschillende culturele projecten. Hij heeft het internationale Alvar Aalto Design Seminar  gelanceerd. In 2009 nodigde Heikkilä een groep van 21 internationale ontwerpers, onder wie Ronan en Erwan Bouroullec, Konstantin Grcic en Jasper Morrison uit om de "leuku" (het traditionele mes van de Sami in Lapland) opnieuw te ontwerpen. De resultaten werden tentoongesteld in Finland en op de Saint-Étienne Design Biënnale in Frankrijk, en gepubliceerd in een boek.
Hij woont en werkt in Korpilahti nabij Jyväskylä.